# Páternoszter (regény)
A Páternoszter Orosz István 2021-ben a Helikon Kiadónál publikált nagyregénye. A történet Magyarországon, főleg Budapesten játszódik három idősíkon, 1952–53-ban, az 1989-es rendszerváltást követő években, illetve 2020-ban.

## Cselekmény
Az ötvenes évek elején egy budapesti intézményben működő örökmozgó liftet (páternosztert) lelassítottak. A lassítás egy Rákosi Mátyás születésnapját köszöntő művészeti performansz miatt volt szükséges. Az eseménnyel kapcsolatos dokumentumok a rendszerváltás idején bukkannak fel újra. Egy repatriáló újságírónő és egy rajztanár nyomozni kezd: egyre több jel mutat arra, hogy a képzőművészeti akciót egy Rákosi elleni merénylettel akarták összekapcsolni a fiatal művészek. Az egykori bűntényt rekonstruálni igyekvő páros rájön, hogy már a munkalassító szabotázs miatt kirendelt rendőrnő is megsejtette a tervet, mégsem leplezte le, mert beleszeretett az egyik elkövetőbe. Kiderül, hogy az ÁVH-nak is tudnia kellett a merényletről; ők azért nem avatkoztak közbe, mert politikai hasznot akartak kovácsolni belőle egy Rákosi-dublőr feláldozása révén. Bonyolítja az amúgy is szövevényes eseménysort, hogy a kilencvenes években nyomozni kezdő (pontosabban az egykori nyomozást folytató) nő és férfi egyre több adatra bukkan, olyanokra, amelyek személyesen is érintetté teszik őket a történetben. A politikai és a krimi szál alatt egy többgenerációs családregény kezd körvonalazódni.  

## Szereplők
- Mária (1953 – 2009), újságíró, a könyv narrátora. 1990-ben Mexikóból települ Magyarországra egy spanyol nyelvű újság tudósítójaként.
- Varjú (Antalovics) Emil (1946 – 1996) festőművész, rajztanár, Mária szeretője majd férje.
- ifj. Varjú (Antalovics) Sándor (1930 – 1958), Emil apja, 1952-53-ban főiskolai hallgató.
- id. Varjú Sándor (1908 k. – 1953), Emil nagyapja.
- Varjú (Antalovics) Emília, ifj. Varjú Emil ikertestvére. Amerikában él.
- K, Auschwitzot megjárt roma származású ÁVH-s nyomozónő (1914 – 1985), Mária anyja.
- Rév Román (1928 k. – 2020) szobrász, figuráns, galériás.
- Szakács úr, Varjú Emil sakkpartnere, barátja és besúgója.
- Irma néni, Szív utcai főbérlő.
- Lilla (Pálfalvy Liliána) ifj. Varjú Sándor szerelme.
- Hazafi Bátor, költő.
- Náthás Eszter, Rév Román tanítványa, barátnője.
- Antalovics Amália (1920 – 1988) tanítónő, Varjú Emil és Emília édesanyja, később Majdankáné.
- Antalovics Tamás (1917 – 1989 k.) főmolnár,  Varjú Emil nevelőapja.
- Varjú Irma (1996 – ) Varjú Emil és Mária lánya.
- Kovátsy Lehel (? – 1997) egykori főmérnök, TMK-s, később diósgyőri művezető.
- Klára, Kovátsy Lehel felesége.
- Gyulai György festőművész, képhamisító.
- Récze Laci fényképész, Emil barátja.
- Boldogh Borbála (Bébori) (1956 – 2020) titkárnő, Mária leszbikus barátnője.
- Balog, Bébori férje rendőr, Szakács úr tartótisztje.
- Borda Ernesztina – Varjú Emil elvált felesége – névházassággal hozta át Kárpátaljáról.
- Zombory, MDF- aktivista, később helyettes államtitkár és protokollfőnök
- Jolánka, minisztériumi főosztályvezető, Zombory szeretője
- Évike, propagandista a Fehérházban.
- Bernáth Aurél (1895-1982), festőművész, főiskolai tanár.
- Futász úr, román tolmács, később néma fűtő
- Jóska, Rákosi Mátyás dublőrje
- Tekla, fodrász, a Rákosi-dublőr maszkmestere
- Szegfű Adorján, virágárus fiú, később kórházi ápoló
- Ingrid Blaufinger, Budapesten dolgozó müncheni újságíró
- Hajó János, operatőr, később a Filmarchívum munkatársa
- Özvegy Macskásiné, Szív utcai lakos
- Gönci, Szív utcai házfelügyelő
- Xia, kínai lány
- Kígyós Elek, Rákosi és a pártelit fodrásza
- Könyvtáros, egykori ávós
- Ismeretlen író, aki lemásolta a Páternoszter dokumentumait

## Idézetek
1949-ben a Szovjetunióban merült fel az elképzelés, hogy Sztálinról nevezzék el a Holdat. Akkor nem született döntés, de a generalisszimuszhoz talán a Nap jobban is illett volna. Biztos vagyok benne, hogy most a tragédia után a Nap átnevezése újra napirendre kerül, és akkor Rákosi elvtárs, ugyebár, lehetne a Hold…
Ott ül a sámlin Kádár, és a megtermett tányérsapkással játszik. Hátulról látjuk az illetőt, mint azon a bizonyos, „rendszerváltónak” nevezett plakáton; jószerivel a táblát is eltakarja. Ki mondaná, hogy nem szovjet szimbólum? Kádár két oldalán két kibic áll, smasszernek látszanak, pribéknek inkább, mint a parti elmélyült követőinek, nem is a táblára, inkább Kádárra szögezik a szemüket. Mögötte a fal. Reménytelenül beszorított szituáció. Itt azt kell lépned, amit mi mondunk, üzeni a kompozíció, és Kádár lép: leveszi a fekete vezért.

## Kritikák
Nagy Gábor: Lehetséges történelem.  Hitel, 2022. július. (hozzáférés:2022. dec.14.)
- Borzák Tibor:  Odüsszeusz a páternoszterben. szabadfold.hu (2021. május 21.)  (Hozzáférés: 2022. október 9.)
- Papp Sándor Zsigmond:  Papp Sándor Zsigmond. konyvterasz.hu (2021. június 6.)  (Hozzáférés: 2022. október 9.)
- Forgách Kinga:  A Páternoszter megmutatja a Rákosi-rendszer legabszurdabb oldalait. konyvesmagazin.hu (2021. június 11.)  (Hozzáférés: 2022. október 9.)
- Delka:  Orosz István: Páternoszter. olvasoterem.com (2021. augusztus 11.)  (Hozzáférés: 2022. október 9.)
- Lőcsei Gabriella:  Páternoszter – most és mindörökké (?). locsei.net (Hozzáférés: 2022. október 9.)N
- Mit rejt a következő fülke? olvassbele.com (2021. november 10.)  (Hozzáférés: 2022. október 9.)
- https://issuu.com/summaartium/docs/orosz_istv_n_p_ternoszter__798.docx
- Baráth Tibor: A fikció archeológiája

## Részlet a könyvből
Orosz István:  Páternoszter (részlet). litera.hu (2021. június 4.)  (Hozzáférés: 2022. október 9.)